# ハシント・オルファネル
ハシント・オルファネル（Jacinto Orfanel、1578年11月18日 - 1622年9月10日）は、江戸時代初期に来日したスペインのドミニコ会宣教師である。名はヤシントととも表記され、その綴りはIacintoとも表記される。

## 経歴・人物
バレンシアに生まれ、後にドミニコ会士となる。1605年には東洋布教を志しメキシコに渡航し、その後はスペイン領東インド（現在のフィリピン）のマニラにて布教活動を行った。1607年（慶長12年）には薩摩に来航し、九州地方の津々浦々にて布教活動を行う。後に同じドミニコ会の宣教師だったディエゴ・コリャードらの協力により『日本キリシタン教会史』の編纂に携わった。
1614年（慶長19年）には江戸幕府からキリスト教禁止令が発令された事により、豊後の臼杵にて布教活動を行っていた際に捕縛され長崎に送還される。後にオルファネルは長崎出港の際に脱出し逃亡を試みるが、1621年（元和7年）に再度捕縛され翌1622年9月10日（元和8年8月5日）に元和の大殉教が勃発していた事により大村にて火刑に処され殉教した。刑死してから245年後の1867年（慶応3年）には福者に叙された。